# Campbellford

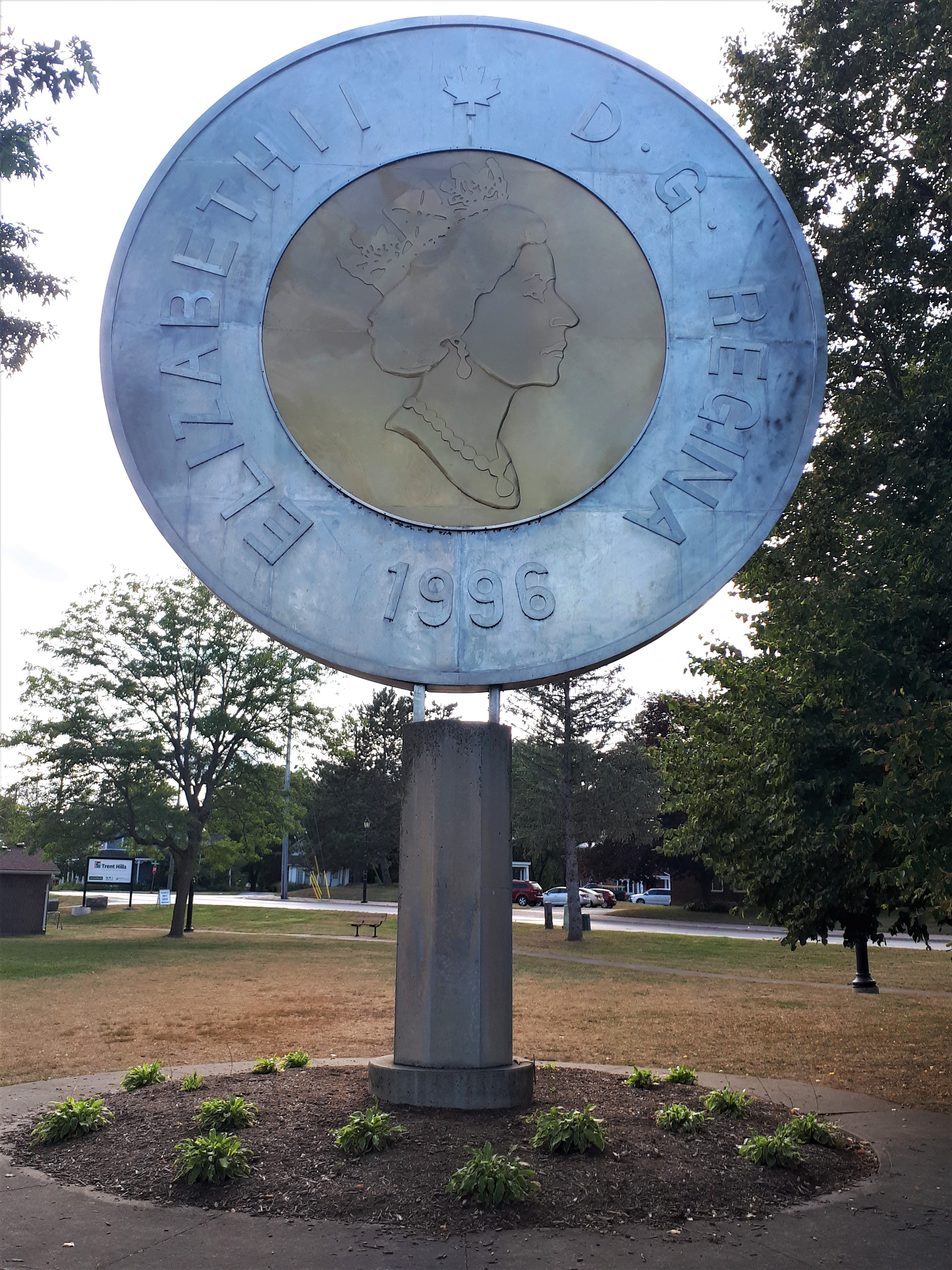

Campbellford è una piccola città nella contea di Northumberland, Ontario, Canada, nel comune di Trent Hills circa metà a strada tra Toronto e Ottawa.
È situata sia sulla Trent-Severn Waterway che sul Trans Canada Trail.
È raggiungibile dall'autostrada 401 uscendo a Brighton (uscita 509) e andando verso nord su County Road 30. Può anche essere raggiunta dall'autostrada 7 all'uscita Havelock in direzione sud (sempre su County Road 30).
Campbellford è circondata da terreni agricoli che ospitano molte aziende agricole. Negli ultimi anni, alcuni settori agricoli della città si sono diversificati in aree non tradizionali come l'allevamento di bisonti, l'allevamento di razze rare e nella zona si trovano molti allevamenti di cavalli. La città ha un mercato degli agricoltori che nei mesi estivi è aperto due giorni alla settimana.

## Storia
La storia dell'insediamento risale al 1834 quando le prime famiglie si insediarono nella zona, il governo britannico assegnò delle concessioni a due fratelli, il tenente colonnello Robert Campbell e il maggiore David Campbell che acquistarono 2800 acri di terreno.
Il fiume Trent, prima di diventare un canale, attraversava la proprietà dei fratelli Campbell, poco distante dall'attuale centro cittadino, il fiume era attraversabile, il guado prese il nome di "Campbell's Ford." Nel 1876 il villaggio di Campbellford divenne municipalità e nel 1906 superò i 2 000 abitanti e divenne città.
Nel 2001 la cittadina si è fusa con Hastings e Warkworth per costituire la municipalità di Trent Hills.